# Emily Diamond
Emily Jane Diamond (née le 11 juin 1991) est une athlète britannique spécialiste du 400 mètres.

## Biographie
Elle remporte le titre européen du relais 4 x 400 m en juillet 2016 à Amsterdam .

## Palmarès
| Date | Compétition                       | Lieu           | Résultat | Épreuve       | Temps         |
| ---- | --------------------------------- | -------------- | -------- | ------------- | ------------- |
| 2011 | Championnats d'Europe espoirs     | Ostrava        | 3e       | 4 × 100 m     | 44 s 41       |
| 2011 | Universiade                       | Shenzhen       | 2e       | 4 x 400 m     | 3 min 33 s 09 |
| 2014 | Championnats d'Europe             | Zurich         | 3e       | 4 × 400 m     | —             |
| 2016 | Championnats d'Europe             | Amsterdam      | 1re      | 4 x 400 m     | 3 min 25 s 05 |
| 2016 | Jeux olympiques                   | Rio de Janeiro | 3e       | 4 x 400 m     | 3 min 25 s 88 |
| 2017 | Relais mondiaux de l'IAAF         | Nassau         | 4e       | 4 x 400 m     | 3 min 28 s 72 |
| 2017 | Championnats d'Europe par équipes | Lille          | 4e       | 4 x 400 m     | 3 min 28 s 96 |
| 2017 | Championnats du monde             | Londres        | 2e       | 4 x 400 m     | 3 min 25 s 00 |
| 2018 | Jeux du Commonwealth              | Gold Coast     | 4e       | 4 x 400 m     | 3 min 27 s 21 |
| 2018 | Championnats d'Europe             | Berlin         | 3e       | 4 x 400 m     | séries        |
| 2019 | Relais mondiaux de l'IAAF         | Yokohama       | 6e       | 4 x 400 m     | 3 min 28 s 96 |
| 2019 | Championnats d'Europe par équipes | Bydgoszcz      | 2e       | 4 x 400 m     | 3 min 27 s 12 |
| 2019 | Championnats du monde             | Doha           | 4e       | 4 x 400 m     | 3 min 23 s 02 |
| 2019 | Championnats du monde             | Doha           | 4e       | 4 x 400 mixte | 3 min 12 s 27 |

## Records
| Épreuve | Performance | Lieu       | Date         |
| ------- | ----------- | ---------- | ------------ |
| 400 m   | 51 s 23     | Ratisbonne | 14 juin 2016 |